# Copa Hopman de 2001
A Copa Hopman de 2001 foi a 13ª edição do torneio entre países do tênis em mistas, organizada pela Federação Internacional de Tênis.
Martina Hingis e Roger Federer da Suíça bateram os representantes dos Estados Unidos Monica Seles e Jan-Michael Gambill na final.